# Markus Kupferblum
 (mars 2023).
Si vous disposez d'ouvrages ou d'articles de référence ou si vous connaissez des sites web de qualité traitant du thème abordé ici, merci de compléter l'article en donnant les références utiles à sa vérifiabilité et en les liant à la section « Notes et références ».
Markus Kupferblum (né le 12 juin 1964 à Vienne), metteur en scène, auteur, clown, fondateur de la compagnie Totales Théâtre à Vienne (Autriche), a réformé la convention de mettre en scène les opéras d'une façon sensuelle et vivante en introduisant des éléments du cirque, du jeu de masques, de la commedia dell'arte, de la danse et des autres genres de l'art dramatique.

## Biographie
Markus Kupferblum a travaillé en France, en Autriche, en Angleterre, en Espagne, en Suisse, en Italie, aux États-Unis, au Liban, en Israël, en Russie, en Lituanie et en Corée du Sud.
Il enseigne à l'université de Vienne et au Séminaire Max-Reinhardt, l'École nationale de Théâtre d'Autriche, l'université Rutgers, l'université du Michigan, l'université Yale, New Haven, Columbia University et CUNY University, les deux à New York, et au New England Conservatory à Boston.

## Prix et récompenses
Markus Kupferblum a obtenu le premier prix de l'Humour au Festival d'Avignon 1993 et le prix Nestroy 2007 de la Ville de Vienne pour la meilleure pièce "off" en Autriche pour sa production La Didone abandonné. 
En 2007 il a également obtenu le prix Nestroy pour la meilleure pièce off pour sa production La Dido abandonnée. Le prix Nestroy est l'équivalent germanophone du Molière.
En 2019 il a reçu le prix "Operettenfrosch" du Bayerischen Rundfunk pour la meilleure mise-en scène d'une opérette pour Clo-clo par Franz Lehár au Bad Ischl, Autriche